# ヤキバノカエリ
『ヤキバノカエリ』は、熊谷守一が1947年に発表した絵画作品。岐阜県美術館蔵。

## 概要
勤労動員による過労で、結核を患い21歳で亡くなった長女・萬の火葬の後に、戦後の焼け野原を背にして帰る熊谷守一自身と長男の黄と榧の姿を簡明な形とし、抑えられた色調で侘しさを感じさせる形で描いている。1948年の「裸婦」と共に太い輪郭線と単純なフォルムで描かれ熊谷独自の画風を確立したとされ、アンドレ・ドランの絵画『ル・ベックを流れるセーヌ川』から構図や色彩の影響を受けていると思われる。
新潮文庫から発刊された志賀直哉の『和解』の装丁に用いられている。